# Chữ nho

chữ Hán, chữ nho, Hán tự, Hán Nôm

Il chữ nho, letteralmente "caratteri confuciani," era una forma della lingua scritta cinese utilizzato per il governo in Vietnam, dalla dominazione cinese (111 a.C.) fino al periodo coloniale francese (1890). Dal XV secolo al XIX secolo la lingua cinese, chữ nho, ha convissuto con chữ nôm - la lingua volgare, il vietnamita, scritto in caratteri cinesi adattati - una mescolanza di ideogrammi cinesi e della loro trascrizione fonetica.